# Coelidium perplexum
Coelidium perplexum är en ärtväxtart som först beskrevs av Christian Friedrich Frederik Ecklon och Carl Ludwig Philipp Zeyher, och fick sitt nu gällande namn av Granby. Coelidium perplexum ingår i släktet Coelidium, och familjen ärtväxter. Inga underarter finns listade i Catalogue of Life.